# Sushma Devi
Sushma Devi (* 7. Mai 1984) ist eine ehemalige indische Leichtathletin, die sich auf den Mittelstreckenlauf spezialisiert hat.

## Sportliche Laufbahn
Erste internationale Erfahrungen sammelte Sushma Devi im Jahr 2007, als sie bei den Asienmeisterschaften in Amman in 2:10,63 min den vierten Platz im 800-Meter-Lauf belegte und über 1500 Meter mit 4:41,29 min auf Rang fünf gelangte. Im Jahr darauf gewann sie bei den Hallenasienmeisterschaften in Doha in 2:04,66 min die Silbermedaille über 800 Meter hinter ihrer Landsfrau Sinimole Paulose und auch im 1500-Meter-Lauf sicherte sie sich in 4:21,78 min die Silbermedaille hinter Paulose. 2009 belegte sie bei den Asienmeisterschaften in Guangzhou in 4:35,04 min den fünften Platz über 1500 Meter und schied über 800 Meter mit 2:08,63 min in der Vorrunde aus. Im Jahr darauf startete sie über 1500 Meter bei den Commonwealth Games in Neu-Delhi und kam dort mit 4:22,05 min nicht über den Vorlauf hinaus. 2013 klassierte sie sich bei den Asienmeisterschaften in Pune mit 2:06,87 min auf dem sechsten Platz über 800 Meter und im Jahr darauf wurde sie bei den Asienspielen in Incheon in 2:01,92 min Vierte. Im September 2016 bestritt sie ihren letzten offiziellen Wettkampf und beendete daraufhin ihre aktive sportliche Karriere im Alter von 32 Jahren.
In den Jahren 2009 und 2010 wurde Devi indische Meisterin im 1500-Meter-Lauf.

## Persönliche Bestzeiten
- 800 Meter: 2:01,92 min, 1. Oktober 2014 in Incheon
  - 800 Meter (Halle): 2:04,66 min, 16. Februar 2008 in Doha
- 1500 Meter: 4:13,22 min, 13. Mai 2007 in Kalkutta
  - 1500 Meter (Halle): 4:21,78 min, 14. Februar 2008 in Doha